# هومر ۵۷۰۰
سیارک ۵۷۰۰ (به انگلیسی: 5700 Homerus، نامگذاری:5166T-3) پنج هزار و هفتصدمین سیارک کشف شده‌است که در ۱۶ اکتبر ۱۹۷۷ کشف شد.
قدر مطلق سیارک برابر ۱۳٫۵۰ است.